# Schnez-Truppe

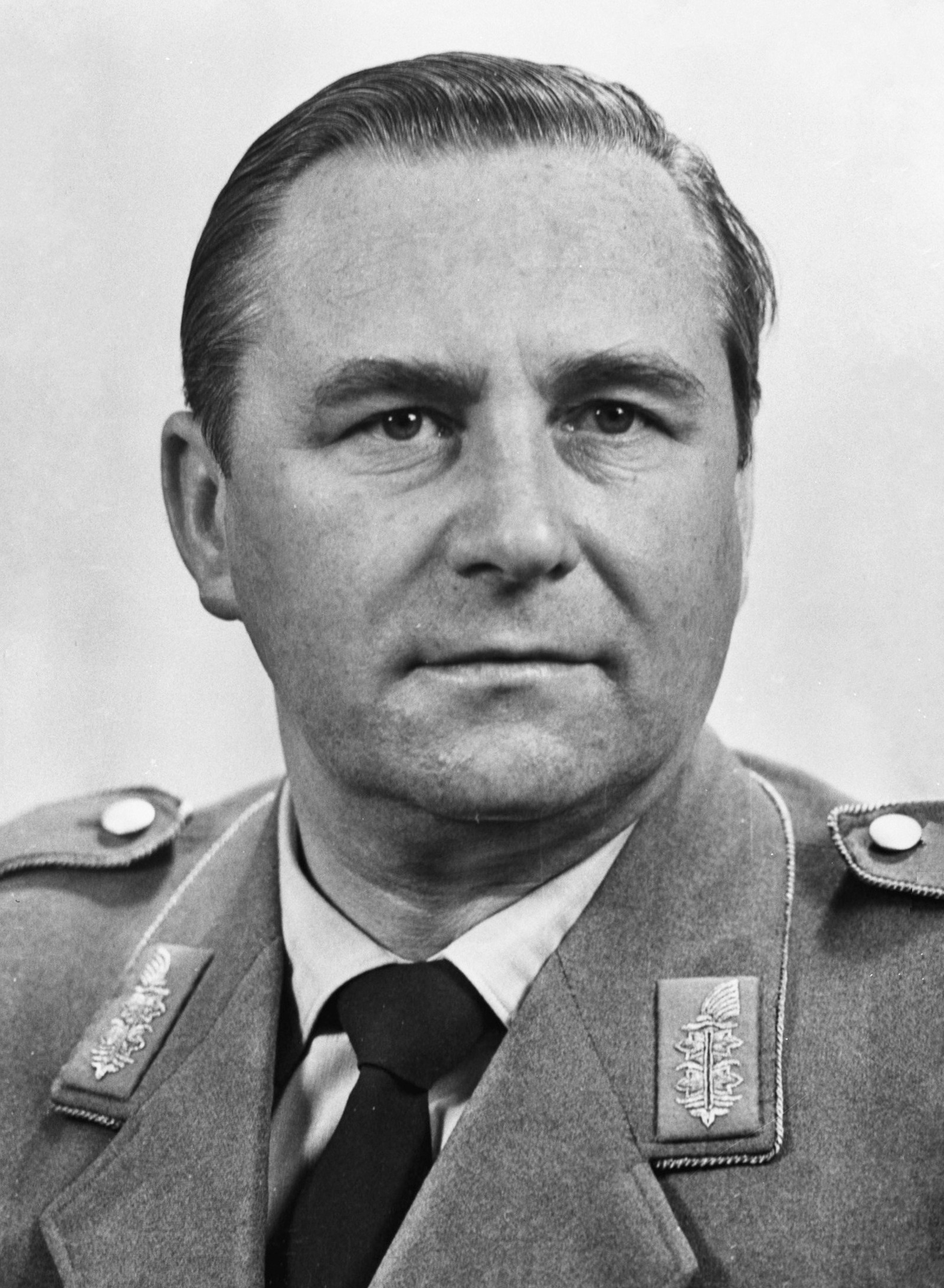
Albert Schnez, Namensgeber und Kommandeur

Die sogenannte Schnez-Truppe oder auch Schnez-Organisation war eine Organisation von 2000 ehemaligen Offizieren der Waffen-SS und der Wehrmacht, die ab 1949 im Geheimen operierte. Ziel war im jeweiligen Anlassfall der Kampf gegen eine sowjetische Invasion oder gegen deutsche Kommunisten mit bis zu 40.000 Mann. Die meisten Details über die Schnez-Truppe, ihr tatsächlicher Umfang sowie ihr Ende sind unbekannt.
Die Thematik um die Schnez-Truppe wurde im Zuge der BND-Historikerkommission von Agilolf Keßelring erforscht und erstmals im April 2014 veröffentlicht.

## Geschichte
Ziel der Organisation war es, eine geheime Armee mit 40.000 Mann aufzubauen. Benannt wurde die Truppe nach Albert Schnez (1911–2007), der sie führte. Als „Ältester“ übernahm zunächst Rudolf von Bünau die Verantwortung. Weitere namhafte Mitglieder waren Adolf Heusinger und Hans Speidel. Über die Truppe ist fast nichts bekannt; viele ihrer Mitglieder sollen später in der 1955 gegründeten Bundeswehr gedient haben.
Man bereitete sich auf zwei Szenarien vor: Für den Fall eines sowjetischen Angriffs auf Deutschland würde man sich zunächst ins Ausland absetzen (als Ziele geplant waren die Schweiz oder das von Diktator Francisco Franco regierte Spanien) und später von dort aus Deutschland wieder „freikämpfen“. Der zweite Fall wäre ein Bürgerkrieg gegen Kommunisten gewesen. Zudem gab es Spionagetätigkeiten gegen linke Politiker. Finanzierung und Ausrüstung wurde mit Hilfe von Spenden von Unternehmen realisiert. Waffen sollten von der Bereitschaftspolizei kommen. Es habe auch einen sogenannten „Abwehrapparat“ gegeben, der angebliche oder tatsächliche linksorientierte Bürger bespitzelte, Kategorisierungen wie „Halbjude“ vornahm und auch Politiker wie den späteren SPD-Fraktionschef Fritz Erler ausspähte. Bundeskanzler Konrad Adenauer, der spätestens 1951 von dieser konspirativen Gruppierung erfuhr, beauftragte die Organisation Gehlen mit ihrer „Betreuung und Überwachung“ und informierte den SPD-Landesvorsitzenden Carlo Schmid. „[D]ie Schnez-Truppe wurde mit der Wiederbewaffnung der Bundesrepublik [1955] überflüssig“, urteilt Klaus Wiegrefe. Was aus der Schattenarmee wurde, ging aus den 2014 gefundenen Unterlagen nicht hervor.